# 安西府 (清朝)
安西府，清朝时设置的府。
乾隆二十四年（1759年）改安西厅置，治所在渊泉县（今甘肃省瓜州县）。属甘肃省。辖境约当今甘肃省玉门、瓜州、敦煌等市县地。二十五年，以沙州卫为敦煌县，省渊泉县入府治。三十九年（1774年），改为安西直隸州。 